# Yi Seok
Titre
Prétendant au trône impérial de Corée
Disputé
Depuis le 16 juillet 2005
(20 ans et 20 jours)
Yi Seok, né le 8 août 1942[réf. souhaitée] est un prince membre de la dynastie Joseon, prétendant au titre d'empereur coréen, depuis le 16 juillet 2005.
Actuellement, Yi Seok réside dans un immeuble rénové pour son usage par la ville de Jeonju, à 243 kilomètres au sud de Seoul. Il donne également fréquemment des conférences ailleurs et est souvent appelé à des fonctions cérémonielles, et ce malgré son statut officiel de simple citoyen. Récemment, Seok a écrit un livre sur la famille de la cour royale de la fin de la dynastie Joseon et a fondé une organisation, qu'il dirige maintenant, The Imperial Grandson Association, vouée à la préservation de la culture de la cour royale.
Sur son site internet officiel, la République de Corée reconnait le prince Yi Seok, comme unique héritier légitime des empereurs coréens.

## Biographie

### Jeunesse
Yi Seok est né et a grandi au Palais Sadong à Séoul pendant l'occupation japonaise. Après la fin de la Seconde Guerre mondiale avec l'occupation et la partition de la Corée par les alliés du Sud, les Russes et les Chinois du Nord, la famille impériale coréenne a été rendue sans abri, quels biens qui n'ont pas été confisqués par les Japonais ont ensuite été confisqués par le gouvernement de Syngman Rhee, et la famille fut forcée de se loger temporairement dans des palais à Séoul.
L'arrivée de la guerre de Corée à l'été 1950 a conduit les membres cadets de la famille impériale à fuir via une péniche américaine depuis Incheon, le long de la côte jusqu'à Busan, puis à vivre dans un monastère à flanc de colline sur l'île de Jeju jusqu'à la fin des combats à l'automne 1953, lorsqu'ils retournèrent à Séoul.
Yi Seok en tant que jeune homme devait prendre soin de sa famille du mieux qu'il pouvait, avec ses frères, et occuper tous les emplois qu'il pouvait pour subvenir aux besoins de ses parents et de ses frères et sœurs avant et après l'université pendant les moments difficiles de la guerre de Corée et l'ère de la guerre froide alors que la République de Corée combattait le communisme et la subversion interne.
À l'Université Hankook de Seoul, spécialisée dans les affaires étrangères, Yi Seok a étudié plusieurs langues, principalement l'espagnol, ainsi que l'histoire. Une série de coups d'État, de changements de gouvernement et de discorde civile ont rendu sa promotion à des postes diplomatiques impossible. A l'université, Seok a de nouveau travaillé dans de nombreux emplois différents pour subvenir aux besoins de sa famille et, comme il avait des aptitudes pour le divertissement, est devenu un chanteur et un musicien professionnel bien connu dans les années 1960 alors qu'il était dans la vingtaine, ayant plusieurs chansons à succès.

### Activités actuelles
En collaboration avec de nombreux membres de la famille impériale coréenne, Seok a œuvré pour préserver et éduquer le public sur la culture et les traditions royales coréennes qui remontent à 1392. Ses préoccupations actuelles concernent l'enseignement de l'histoire via un vaste réseau de conférences dans les écoles et collèges de République de Corée, ainsi que la mise en valeur des visites historiques afin de préserver les aspects essentiels de la tradition coréenne pour les générations futures. Il a également donné des conférences sur les relations culturelles historiques entre la Corée et le Japon et a visité le Japon avec ses étudiants pour promouvoir une telle conscience culturelle.
En octobre 2004, Yi Seok est retourné dans la ville royale de Jeonju à l'invitation du maire, afin de recentrer l'attention sur la tentative de Jeonju de regagner la primauté culturelle en Corée.
En février 2005, Yi Seok a commencé à enseigner deux fois par semaine des cours d'histoire coréenne à l'Université de Jeonju avec le titre de professeur. Ses cours se concentrent sur les personnages de l'ère de la dynastie Joseon ainsi que sur l'histoire coréenne d'avant 1900 pour les étudiants de deuxième année.
Tout au long de 2006, Yi Seok a effectué des visites non officielles dans plusieurs pays étrangers pour des allocutions sur la culture coréenne traditionnelle, notamment une visite aux États-Unis (Los Angeles et Washington); Mexico, Mexique; et à Francfort, en Allemagne, pour une foire commerciale coréenne. En septembre 2006, Yi Seok a voyagé en tant que professeur avec des collègues universitaires et étudiants au Japon, revenant pour fêter son anniversaire le 26 septembre à la maison.
En août 2018, il a accueilli l'ambassadeur américain en Corée.

### Mariage et descendance
Le prince Yi Seok a eu deux enfants:
- La princesse Yi Hong (이홍 i hong), née en 1974, mariée à Han Yeong-gwang, acteur sud-coréen. le couple a eu une fille en 2001.
- La princesse Yi Jin (이진 i jin), née en 1979, seconde fille de Yi Seok, est notamment impliquée dans le combat en faveur de la cause feminine, ainsi que pour la promotion des arts céramiques traditionnels. Elle vit aujourd'hui au Canada.

## Titulature
- depuis le 8 août 1942 : Son Altesse Impériale et Royale le prince Yi Seok de Corée
  - depuis le 16 juillet 2005 : Sa Majesté Impériale et Royale l'Empereur de Corée, Roi de Joseon

La prétendance au trône impérial est disputée entre Yi Won et jusqu'au 8 février 2020 avec Yi Hae-won (décédée).